# Mrežničke Poljice
Mrežničke Poljice – wieś w Chorwacji, w żupanii karlowackiej, w mieście Duga Resa. W 2011 roku liczyła 114 mieszkańców.